# Görlitzer Tabulaturbuch

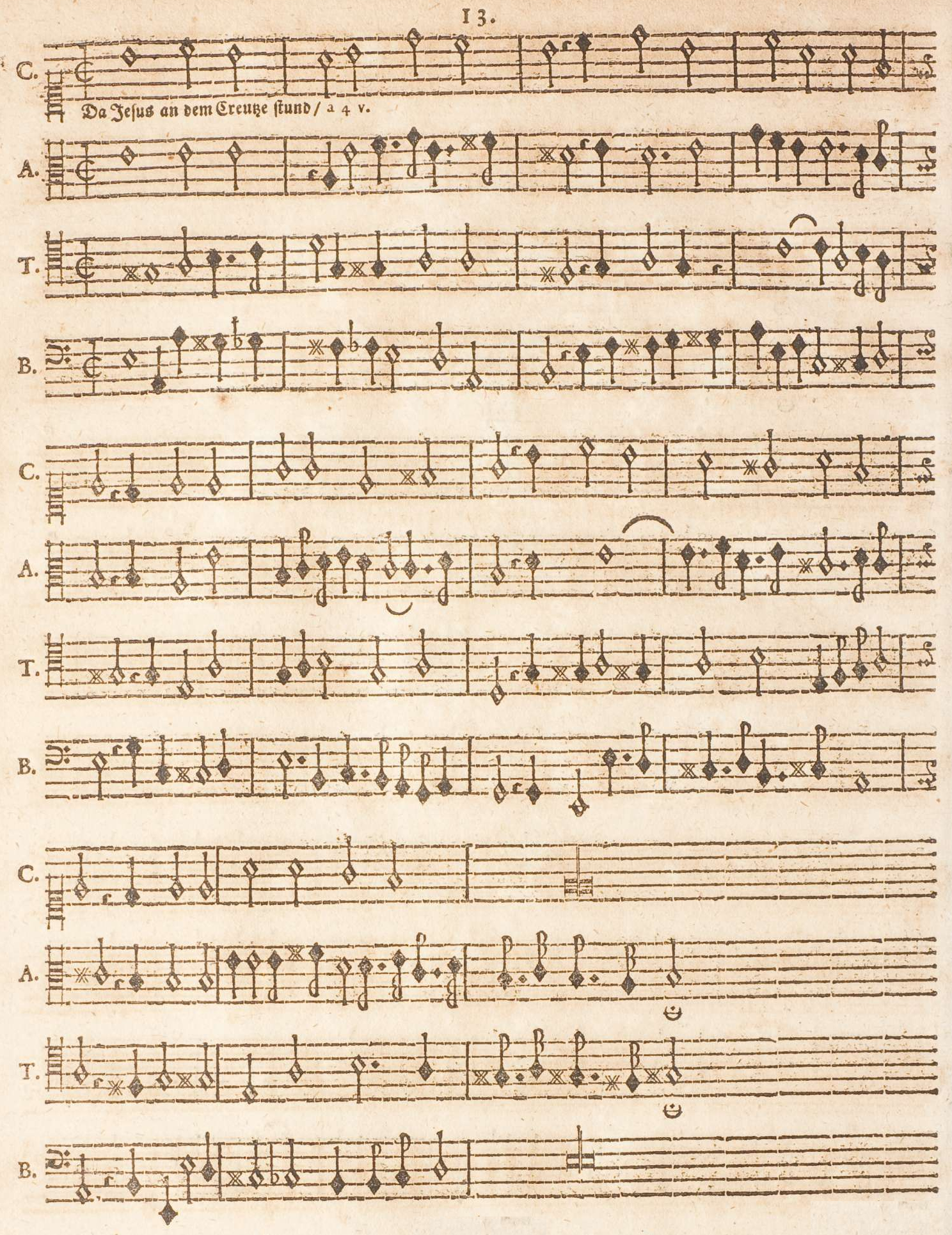
„Da Jesus an dem Kreuze stund“ SSWV 453 in originaler Partiturnotation

Das Görlitzer Tabulaturbuch ist eine 1650 in Görlitz gedruckte Sammlung vierstimmiger Choralsätze von Samuel Scheidt (1587–1654). Der Originaltitel lautet: Tabulatur-Buch / Hundert geistlicher Lieder und Psalmen Herrn Doctoris Martini Lutheri und anderer gottseligen Männer / Für die Herren Organisten / mit der Christlichen Kirchen und Gemeine auff der Orgel / desgleichen auch zu Hause / zu spielen und zu singen / Auff alle Fest-und Sonntage / durchs gantze Jahr / Mit 4 Stimmen componirt von Samuel Scheidt / C.
Mit dem Tabulaturbuch veröffentlichte der 63-jährige Scheidt sein letztes Orgelwerk. Die Stücke tragen im Samuel-Scheidt-Werke-Verzeichnis (SSWV) die Nummern 441 bis 540.
Das Buch enthält vierstimmige Sätze zu 100 deutschen Kirchenliedern. Zehn von ihnen sind zweimal, eines dreimal vertont, so dass es insgesamt 111 Sätze sind. Die Auswahl der Lieder orientiert sich an den Gesangbüchern, die in der Zeit von Scheidts Wirken in Halle (Saale) bekannt waren und im Gottesdienst verwendet wurden. Ihre Anordnung folgt dem Kirchenjahr.
Wie auch in seiner Tabulatura nova versteht Scheidt unter „Tabulatur“ keine Buchstabentabulatur, sondern eine vierstimmige Partiturnotation. Dies bedeutet für das 17. Jahrhundert eine sozusagen „wissenschaftliche“ Notation, die der Organist zum Spielen der Sätze in eine bequemer lesbare Notation übertragen („absetzen“) muss.
Die Sätze sind zur Begleitung des Gemeindegesangs oder zum Alternatim-Spiel auf der Orgel, aber gemäß dem Titel auch zum häuslichen Spiel und damit wohl auch für besaitete Tasteninstrumente gedacht. Wie bei modernen Begleitsätzen liegt die Choralmelodie immer im Diskant. Die Harmonik der Sätze gilt als kühn und expressiv.

## Notenausgaben
- Samuel Scheidt: Tabulatur-Buch / Hundert geistlicher Lieder und Psalmen... Martin Herman, Görlitz 1650 (Erstdruck). Digitalisat
- Samuel Scheidt: Das Görlitzer Tabulaturbuch aus dem Jahre 1650. Fritz Dietrich (Hrsg.) Bärenreiter Verlag, Kassel 1940, Verlagsnr. 1565.
- Samuel Scheidt: Tabulaturbuch, Görlitz 1650. Klaus Beckmann (Hrsg.) Schott Verlag, Mainz, Verlagsnr. ED 22325, ISMN 979-0-001-13600-6.